# Нижегородка (Ижморский район)
Нижегоро́дка (тат. Яна Авыл) — деревня в Ижморском районе Кемеровской области. Входит в состав Колыонского сельского поселения.

## География
Центральная часть населённого пункта расположена на высоте 202 метров над уровнем моря.

## История
Основана в 17 веке. В 1736 году в село начали переселяться татары из Нижегородской, Казанской и Уфимской губерний.
В 1894 году построена мечеть, которая была снесена в 1970-е годы.

## Население
По данным Всероссийской переписи населения 2010 года, в деревне Нижегородка проживает 257 человек (119 мужчин, 138 женщин), татары.